# Sansan
Cet article concerne Sansan. Pour la mégalopole en Californie, voir SanSan. Pour le jeu vidéo, voir San San.
Sansan (Sansan en gascon) est une commune française située dans le sud du département du Gers en région Occitanie. Sur le plan historique et culturel, la commune est dans le pays d'Astarac, un territoire du sud gersois très vallonné, au sol argileux, qui longe le plateau de Lannemezan.
Exposée à un climat océanique altéré, elle est drainée par le Gers et par divers autres petits cours d'eau. La commune possède un patrimoine naturel remarquable composé de deux zones naturelles d'intérêt écologique, faunistique et floristique.
Sansan est une commune rurale qui compte 100 habitants en 2022, après avoir connu un pic de population de 223 habitants en 1793.  Elle fait partie de l'aire d'attraction d'Auch. Ses habitants sont appelés les Sansannais ou  Sansannaises.

## Géographie

### Localisation
La commune de Sansan se situe dans le canton d'Auch-Sud-Est-Seissan et dans l'arrondissement de Mirande, dans l'aire d'attraction d'Auch, dans la vallée du Gers. Elle se trouve à 14 km au sud d'Auch et à 4 km au nord de Seissan. Historiquement, Sansan fait partie du territoire de l'Astarac.

### Communes limitrophes
Les communes limitrophes sont Durban, Orbessan, Ornézan et Traversères.
|        | Orbessan |             |
| Durban | Sansan   | Traversères |
|        | Ornézan  |             |

### Géologie et relief
La superficie de Sansan est de 370 hectares et son altitude varie entre 159 et 240 mètres. Le point culminant n'est autre que le célèbre site fossilifère de Campané, dans des faluns provenant de la sédimentation d'eaux calmes voire croupies - on y a retrouvé de nombreuses dents de Paleocarassius, l'ancêtre du carassin.
Le gisement de fossiles miocènes de Sansan est bien connu depuis 1804, avec notamment une molaire de mastodonte étudiée par l'anatomiste et paléontologue Georges Cuvier. Mais ce sont les découvertes d'Édouard Lartet à partir de 1833 qui font jouer au village un rôle important dans la paléontologie moderne. Le site fossilifère fut acheté en 1848 par le Muséum national d'histoire naturelle qui en fit en 2018 le 13e de ses sites ouverts au public.
Sansan se situe en zone de sismicité 2 (sismicité faible).

### Hydrographie

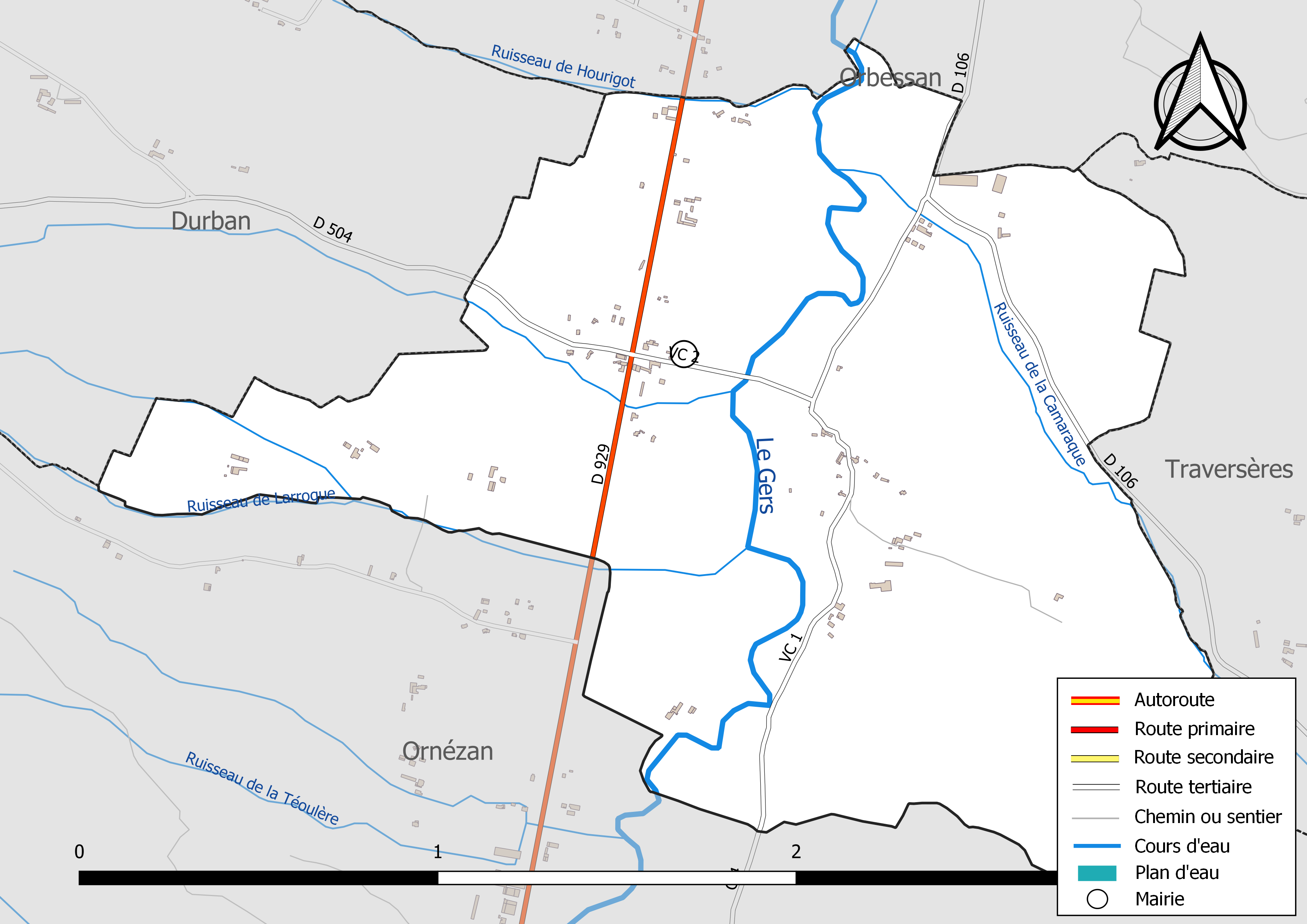
Réseaux hydrographique et routier de Sansan.

La commune est dans le bassin de la Garonne, au sein du bassin hydrographique Adour-Garonne. Elle est drainée par le Gers, un bras du Gers, le ruisseau de Hourigot, le ruisseau de la Camaraque, le ruisseau de Larroque et par deux petits cours d'eau, qui constituent un réseau hydrographique de 7 km de longueur totale,.
Le Gers, d'une longueur totale de 175,4 km, prend sa source dans la commune de Lannemezan et s'écoule vers le nord. Il traverse la commune et se jette dans la Garonne à Layrac, après avoir traversé 47 communes.

### Climat
Pour des articles plus généraux, voir Climat de l'Occitanie et Climat du Gers.
En 2010, le climat de la commune est de type climat du Bassin du Sud-Ouest, selon une étude s'appuyant sur une série de données couvrant la période 1971-2000. En 2020, Météo-France publie une typologie des climats de la France métropolitaine dans laquelle la commune est exposée à un climat océanique altéré et est dans la région climatique Aquitaine, Gascogne, caractérisée par une pluviométrie abondante au printemps, modérée en automne, un faible ensoleillement au printemps, un été chaud (19,5 °C), des vents faibles, des brouillards fréquents en automne et en hiver et des orages fréquents en été (15 à 20 jours).
Pour la période 1971-2000, la température annuelle moyenne est de 13,1 °C, avec une amplitude thermique annuelle de 15,8 °C. Le cumul annuel moyen de précipitations est de 770 mm, avec 10,3 jours de précipitations en janvier et 6,3 jours en juillet. Pour la période 1991-2020, la température moyenne annuelle observée sur la station météorologique la plus proche, située sur la commune d'Auch à 13 km à vol d'oiseau, est de 13,5 °C et le cumul annuel moyen de précipitations est de 695,8 mm,. Pour l'avenir, les paramètres climatiques de la commune estimés pour 2050 selon différents scénarios d’émission de gaz à effet de serre sont consultables sur un site dédié publié par Météo-France en novembre 2022.

### Milieux naturels et biodiversité
L’inventaire des zones naturelles d'intérêt écologique, faunistique et floristique (ZNIEFF) a pour objectif de réaliser une couverture des zones les plus intéressantes sur le plan écologique, essentiellement dans la perspective d’améliorer la connaissance du patrimoine naturel national et de fournir aux différents décideurs un outil d’aide à la prise en compte de l’environnement dans l’aménagement du territoire.
Une ZNIEFF de type 1 est recensée sur la commune :
les « landes et coteaux d'Ornézan à Traversères » (1 609 ha), couvrant 7 communes du département et une ZNIEFF de type 2, : 
les « coteaux du Gers d'Aries-Espénan à Auch » (13 191 ha), couvrant 31 communes dont 28 dans le Gers et trois dans les Hautes-Pyrénées.

Carte des ZNIEFF de type 1 et 2 à Sansan.
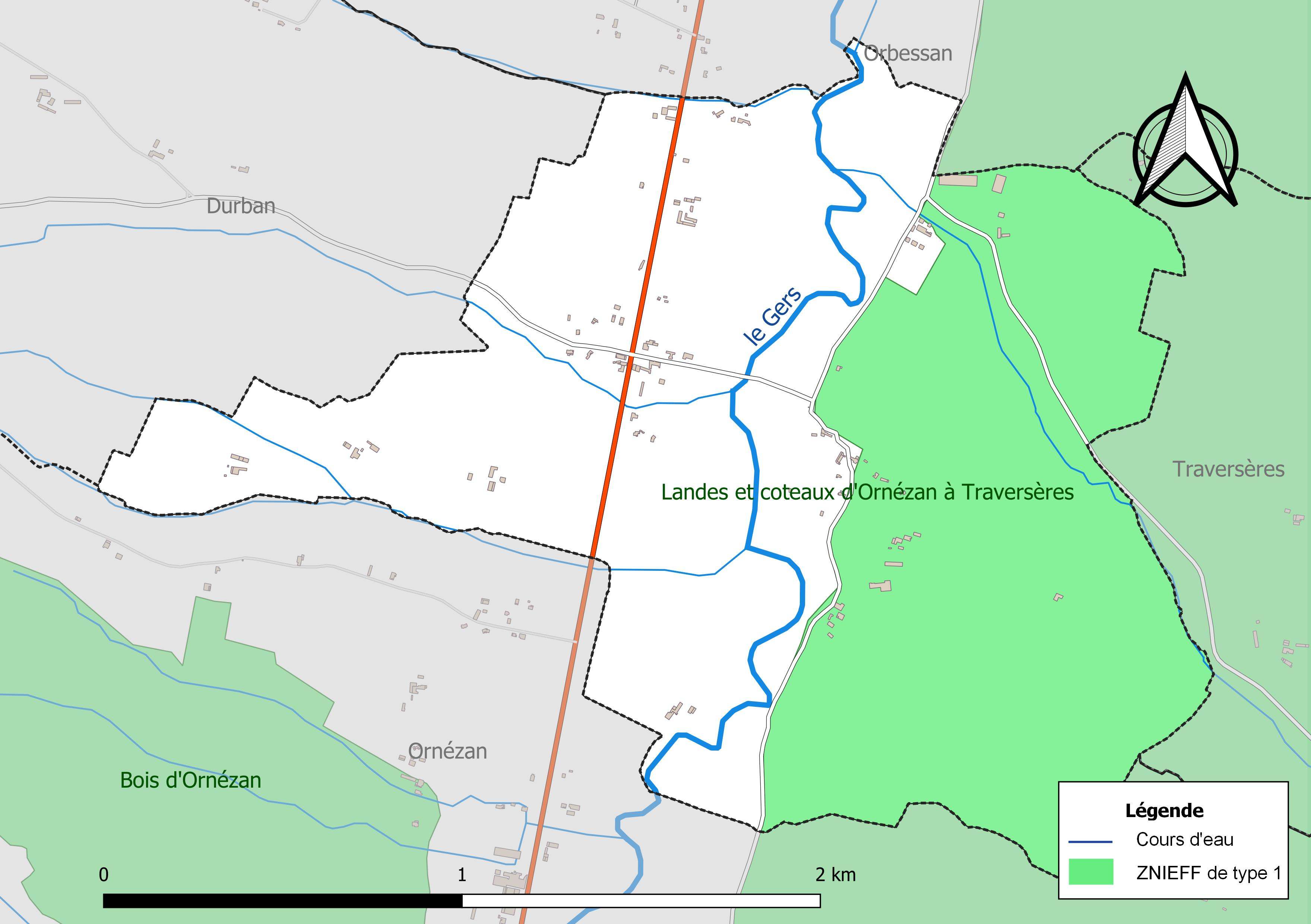
Carte de la ZNIEFF de type 1 sur la commune.
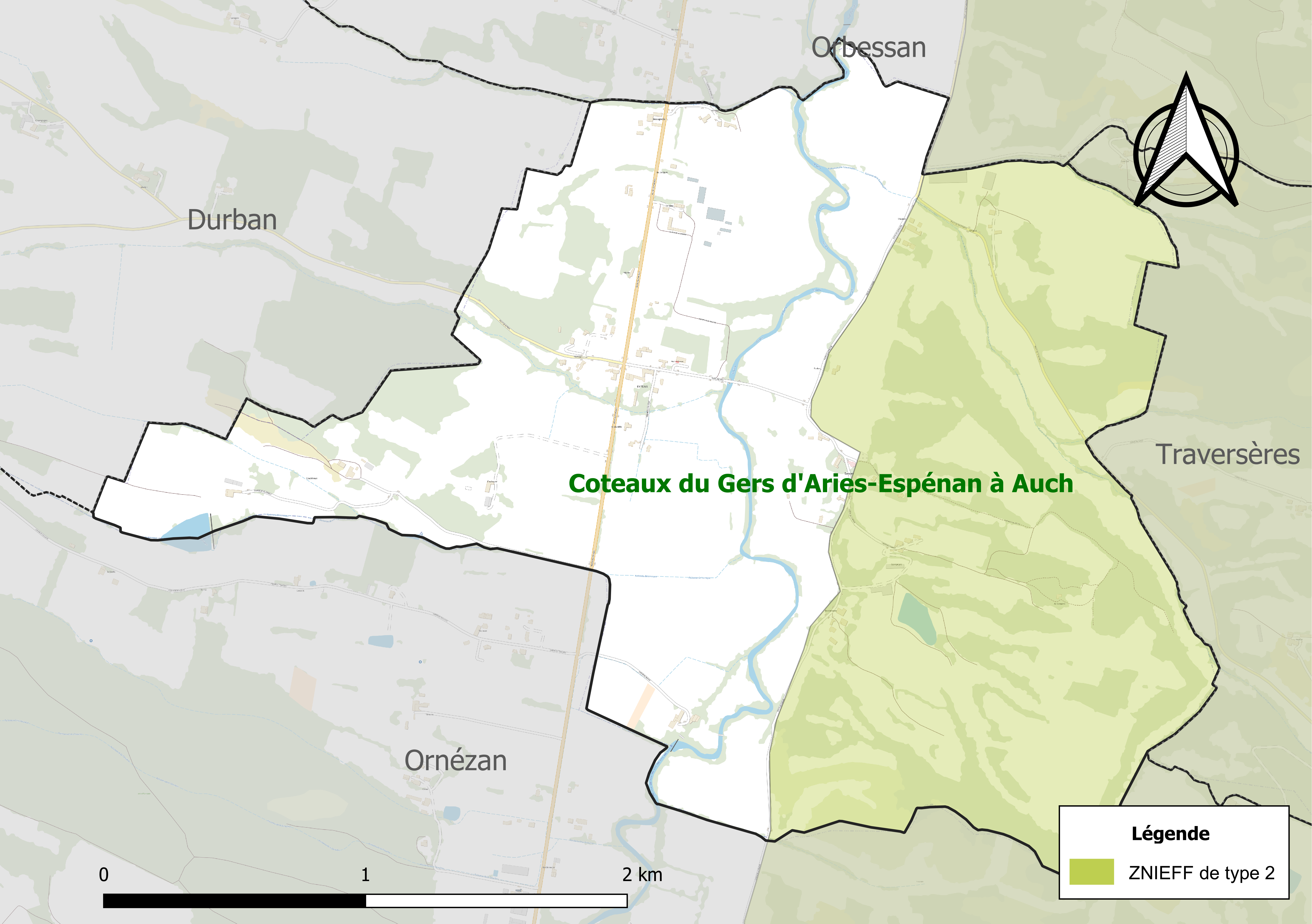
Carte de la ZNIEFF de type 2 sur la commune.

## Urbanisme

### Typologie
Au 1er janvier 2024, Sansan est catégorisée commune rurale à habitat très dispersé, selon la nouvelle grille communale de densité à sept niveaux définie par l'Insee en 2022.
Elle est située hors unité urbaine. Par ailleurs la commune fait partie de l'aire d'attraction d'Auch, dont elle est une commune de la couronne,. Cette aire, qui regroupe 112 communes, est catégorisée dans les aires de 50 000 à moins de 200 000 habitants,.

### Occupation des sols
L'occupation des sols de la commune, telle qu'elle ressort de la base de données européenne d’occupation biophysique des sols Corine Land Cover (CLC), est marquée par l'importance des territoires agricoles (93,2 % en 2018), une proportion identique à celle de 1990 (93,2 %). La répartition détaillée en 2018 est la suivante : 
terres arables (43,9 %), prairies (35,3 %), zones agricoles hétérogènes (14 %), forêts (5,6 %), milieux à végétation arbustive et/ou herbacée (1,1 %). L'évolution de l’occupation des sols de la commune et de ses infrastructures peut être observée sur les différentes représentations cartographiques du territoire : la carte de Cassini (XVIIIe siècle), la carte d'état-major (1820-1866) et les cartes ou photos aériennes de l'IGN pour la période actuelle (1950 à aujourd'hui).

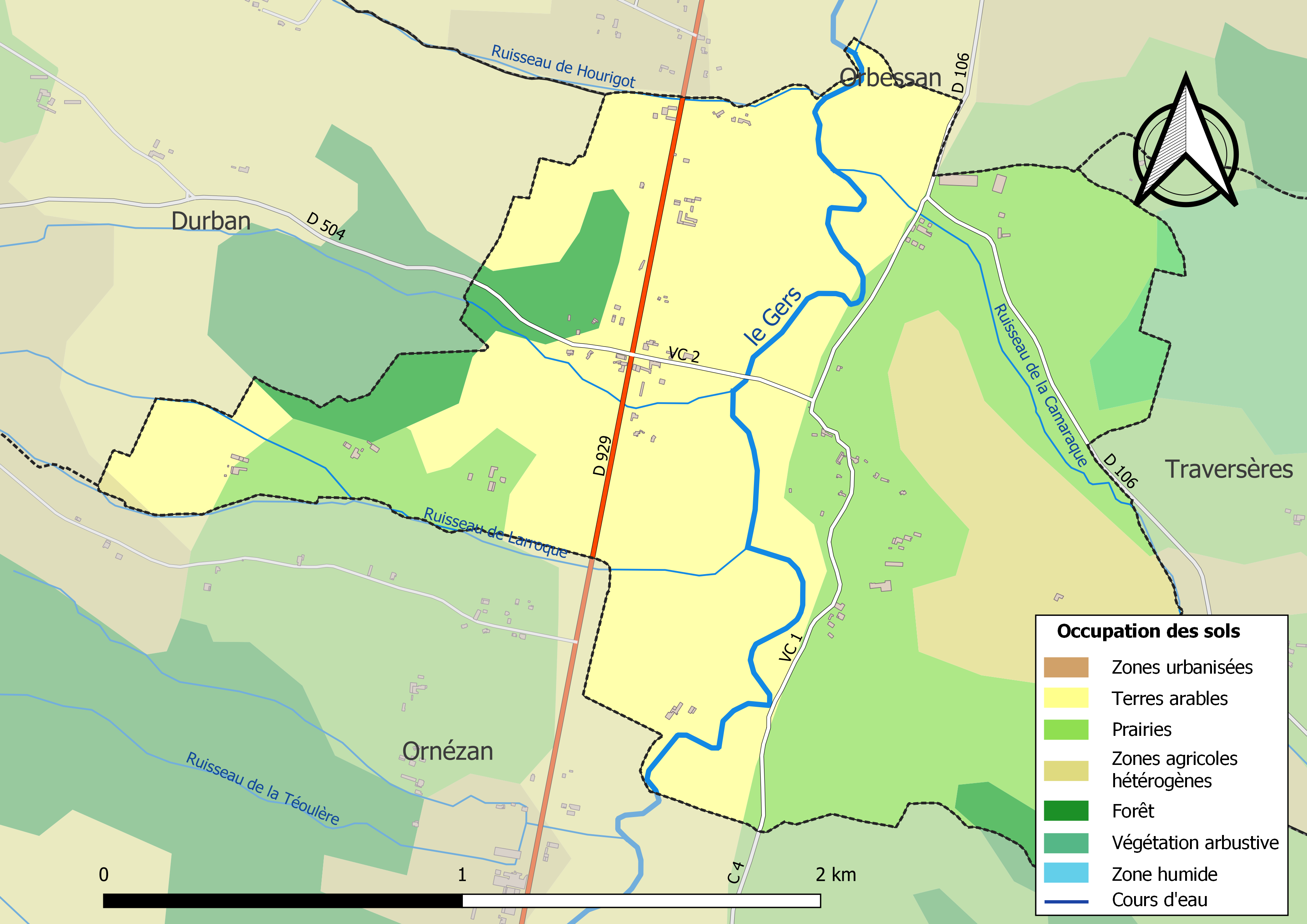
Carte des infrastructures et de l'occupation des sols de la commune en 2018 (CLC).

### Voies de communication et transports

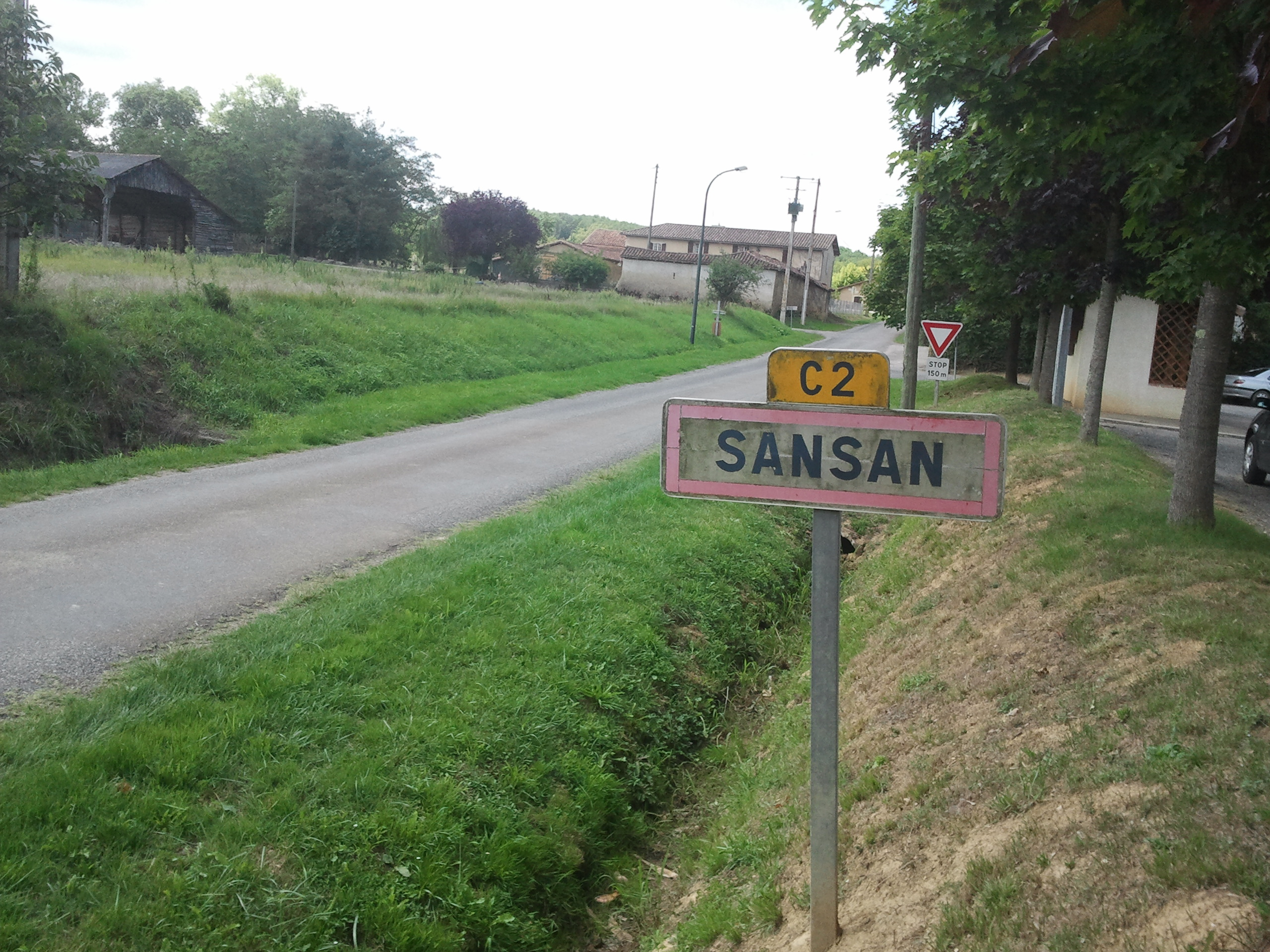
Entrée est de Sansan en 2015.

- La D 929 traverse la commune du nord au sud, parallèlement à la rive gauche du Gers, en provenance d'Orbessan et en direction d'Ornézan ;
- La D 106 traverse la commune du nord à l'est sur la rive droite du Gers, en provenance d'Orbessan et en direction de Faget-Abbatial ;
- La D 504 part de Sansan au niveau de la D 929 vers l'ouest en direction de Durban.

### Risques majeurs
Le territoire de la commune de Sansan est vulnérable à différents aléas naturels : météorologiques (tempête, orage, neige, grand froid, canicule ou sécheresse), inondations et séisme (sismicité faible). Un site publié par le BRGM permet d'évaluer simplement et rapidement les risques d'un bien localisé soit par son adresse soit par le numéro de sa parcelle.
Certaines parties du territoire communal sont susceptibles d’être affectées par le risque d’inondation par débordement de cours d'eau, notamment le Gers. La cartographie des zones inondables en ex-Midi-Pyrénées réalisée dans le cadre du XIe Contrat de plan État-région, visant à informer les citoyens et les décideurs sur le risque d’inondation, est accessible sur le site de la DREAL Occitanie. La commune a été reconnue en état de catastrophe naturelle au titre des dommages causés par les inondations et coulées de boue survenues en 1999, 2000 et 2009,.

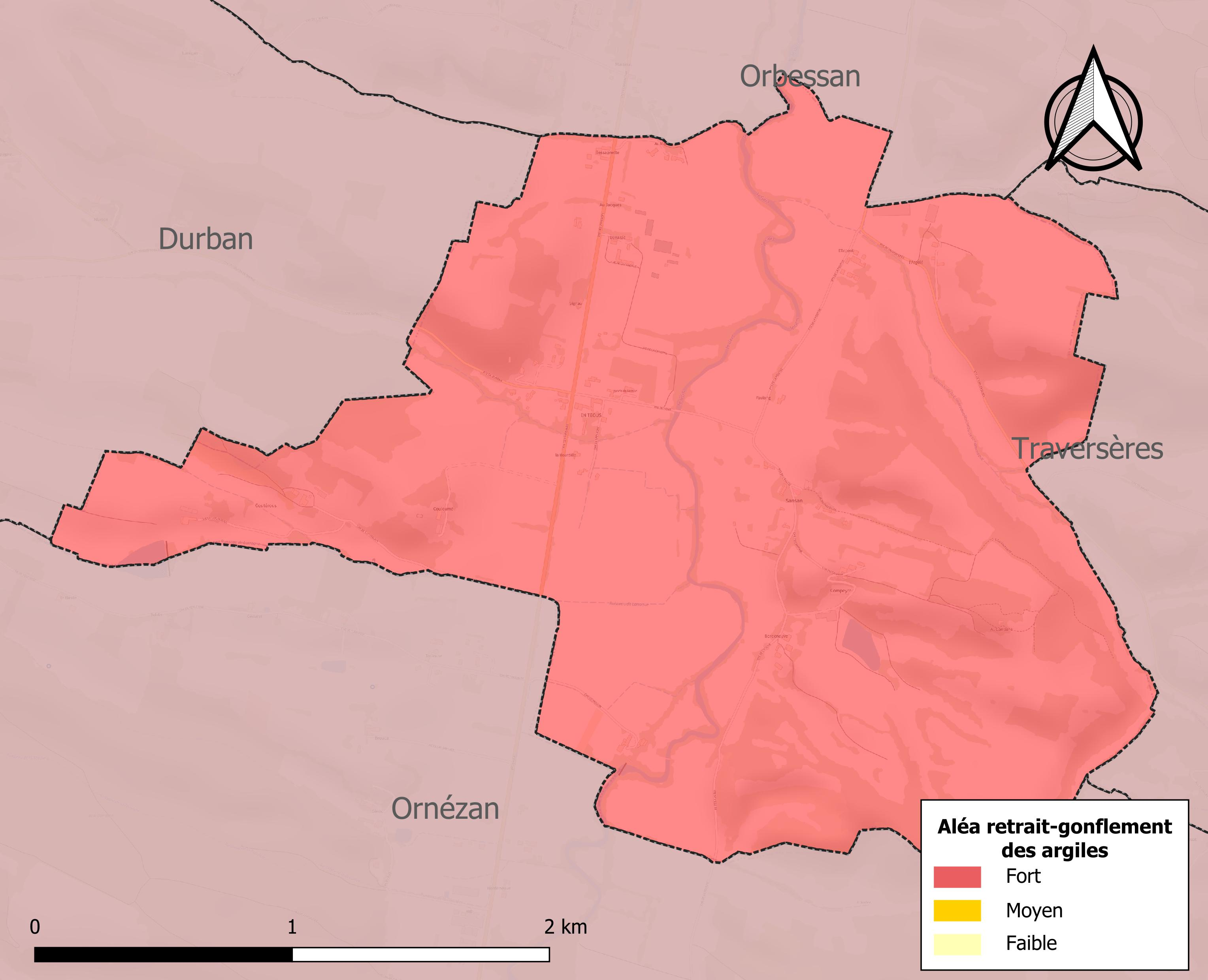
Carte des zones d'aléa retrait-gonflement des sols argileux de Sansan.

Le retrait-gonflement des sols argileux est susceptible d'engendrer des dommages importants aux bâtiments en cas d’alternance de périodes de sécheresse et de pluie. La totalité de la commune est en aléa moyen ou fort (94,5 % au niveau départemental et 48,5 % au niveau national). Sur les 44 bâtiments dénombrés sur la commune en 2019, 44 sont en aléa moyen ou fort, soit 100 %, à comparer aux 93 % au niveau départemental et 54 % au niveau national. Une cartographie de l'exposition du territoire national au retrait gonflement des sols argileux est disponible sur le site du BRGM,.
Par ailleurs, afin de mieux appréhender le risque d’affaissement de terrain, l'inventaire national des cavités souterraines permet de localiser celles situées sur la commune.
Concernant les mouvements de terrains, la commune a été reconnue en état de catastrophe naturelle au titre des dommages causés par la sécheresse en 1989 et par des mouvements de terrain en 1999.

## Toponymie
Sansan vient du patronyme latin Sancianus ou Santius, suivi du suffixe anum, sans doute le propriétaire du domaine situé en ce lieu à l'époque gallo-romaine.

## Politique et administration

### Liste des maires

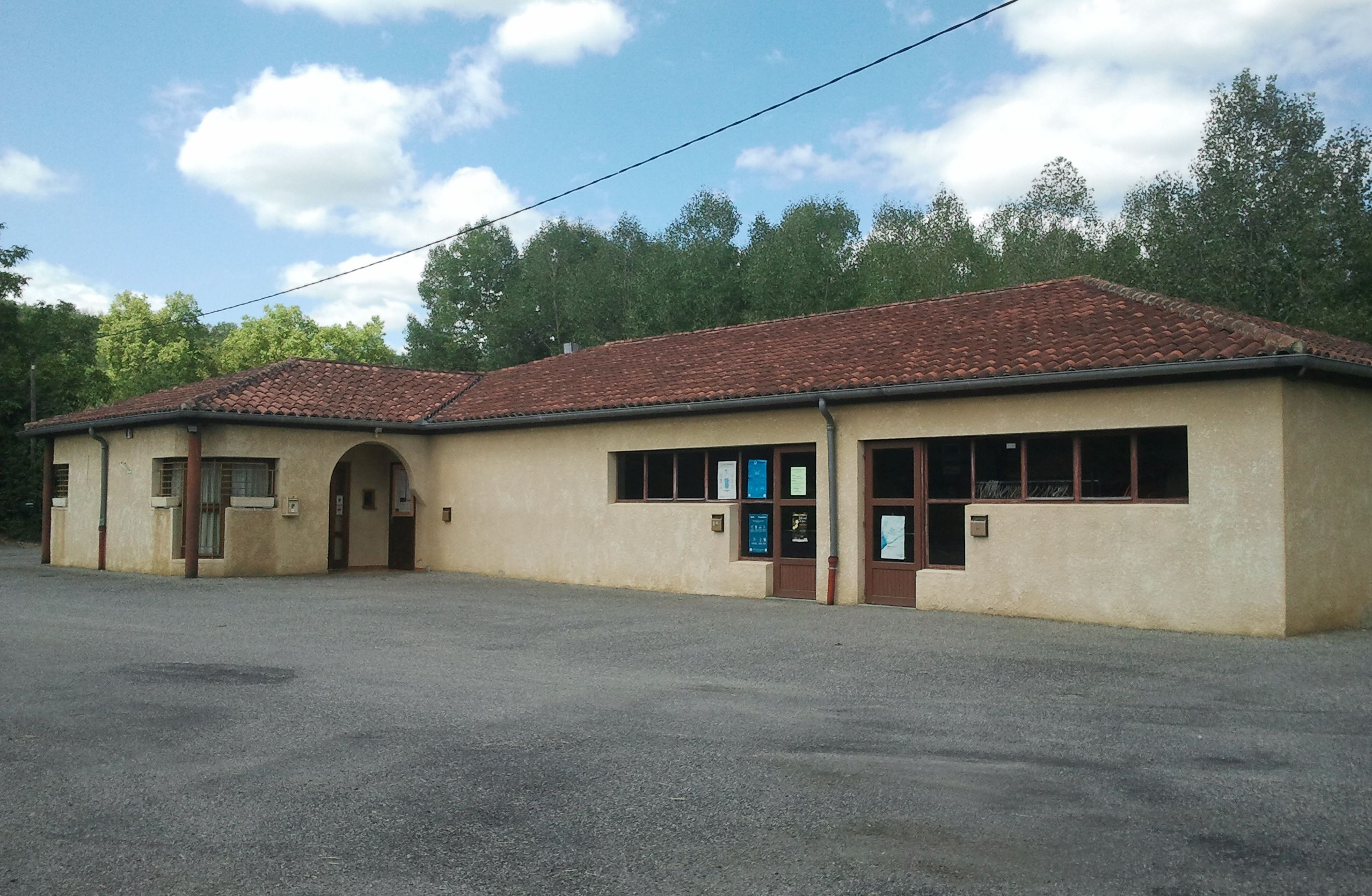
La mairie

| Période                                  | Période  | Identité          | Étiquette | Qualité   |
| ---------------------------------------- | -------- | ----------------- | --------- | --------- |
|                                          |          |                   |           |           |
| mars 2001                                | 2014     | Chantal Tachoires |           |           |
| 2014                                     | 2018     | Stéphane Augeard  | DVG       | Ingénieur |
| 2018                                     | En cours | Jacques Sonilhac  |           |           |
| Les données manquantes sont à compléter. |          |                   |           |           |

## Population et société

### Démographie
L'évolution du nombre d'habitants est connue à travers les recensements de la population effectués dans la commune depuis 1793. Pour les communes de moins de 10 000 habitants, une enquête de recensement portant sur toute la population est réalisée tous les cinq ans, les populations de référence des années intermédiaires étant quant à elles estimées par interpolation ou extrapolation. Pour la commune, le premier recensement exhaustif entrant dans le cadre du nouveau dispositif a été réalisé en 2008.

En 2022, la commune comptait 100 habitants, en évolution de +2,04 % par rapport à 2016 (Gers : +1,04 %, France hors Mayotte : +2,11 %).
| 1793 | 1800 | 1806 | 1821 | 1831 | 1841 | 1846 | 1851 | 1856 |
| ---- | ---- | ---- | ---- | ---- | ---- | ---- | ---- | ---- |
| 223  | 194  | 212  | 216  | 213  | 213  | 197  | 198  | 184  |

| 1861 | 1866 | 1872 | 1876 | 1881 | 1886 | 1891 | 1896 | 1901 |
| ---- | ---- | ---- | ---- | ---- | ---- | ---- | ---- | ---- |
| 165  | 167  | 163  | 169  | 151  | 149  | 146  | 123  | 112  |

| 1906 | 1911 | 1921 | 1926 | 1931 | 1936 | 1946 | 1954 | 1962 |
| ---- | ---- | ---- | ---- | ---- | ---- | ---- | ---- | ---- |
| 108  | 101  | 89   | 98   | 87   | 101  | 90   | 86   | 87   |

| 1968 | 1975 | 1982 | 1990 | 1999 | 2006 | 2008 | 2013 | 2018 |
| ---- | ---- | ---- | ---- | ---- | ---- | ---- | ---- | ---- |
| 90   | 81   | 98   | 108  | 89   | 92   | 93   | 95   | 101  |

| 2022 | - | - | - | - | - | - | - | - |
| ---- | - | - | - | - | - | - | - | - |
| 100  | - | - | - | - | - | - | - | - |

### Enseignement
Il n'y a pas d'école à Sansan. L'enseignement élémentaire est regroupé avec les communes d'Ornézan, Orbessan, Traversères, Boucagnères et Durban. L'école maternelle est située à Orbessan tandis que l'école primaire se situe à Ornézan. Le centre de loisirs le plus proche est celui de Seissan.

### Manifestations culturelles et festivités
- Fête patronale : 29 septembre[34].

## Économie

### Emploi
|                | 2008  | 2013  | 2018  |
| -------------- | ----- | ----- | ----- |
| Commune        | 0 %   | 6,9 % | 3,3 % |
| Département    | 6,1 % | 7,5 % | 8,2 % |
| France entière | 8,3 % | 10 %  | 10 %  |

En 2018, la population âgée de 15 à 64 ans s'élève à 61 personnes, parmi lesquelles on compte 80,3 % d'actifs (77 % ayant un emploi et 3,3 % de chômeurs) et 19,7 % d'inactifs,. Depuis 2008, le taux de chômage communal (au sens du recensement) des 15-64 ans est inférieur à celui de la France et du département.
La commune fait partie de la couronne de l'aire d'attraction d'Auch, du fait qu'au moins 15 % des actifs travaillent dans le pôle,. Elle compte 10 emplois en 2018, contre 12 en 2013 et 14 en 2008. Le nombre d'actifs ayant un emploi résidant dans la commune est de 47, soit un indicateur de concentration d'emploi de 21,4 % et un taux d'activité parmi les 15 ans ou plus de 59,8 %.
Sur ces 47 actifs de 15 ans ou plus ayant un emploi, 7 travaillent dans la commune, soit 15 % des habitants. Pour se rendre au travail, 87,2 % des habitants utilisent un véhicule personnel ou de fonction à quatre roues, 2,1 % s'y rendent en deux-roues, à vélo ou à pied et 10,6 % n'ont pas besoin de transport (travail au domicile).

### Activités hors agriculture
8 établissements sont implantés  à Sansan au 31 décembre 2019.
Le secteur des activités spécialisées, scientifiques et techniques et des activités de services administratifs et de soutien est prépondérant sur la commune puisqu'il représente 37,5 % du nombre total d'établissements de la commune (3 sur les 8 entreprises implantées  à Sansan), contre 14,4 % au niveau départemental.

### Agriculture
|               | 1988 | 2000 | 2010 | 2020 |
| ------------- | ---- | ---- | ---- | ---- |
| Exploitations | 14   | 11   | 6    | 9    |
| SAU (ha)      | 547  | 535  | 277  | 414  |

La commune est dans le « Haut-Armagnac », une petite région agricole occupant le centre du département du Gers. En 2020, l'orientation technico-économique de l'agriculture  sur la commune est la polyculture et/ou le polyélevage. Neuf exploitations agricoles ayant leur siège dans la commune sont dénombrées lors du recensement agricole de 2020 (14 en 1988). La superficie agricole utilisée est de 414 ha,,.

## Culture locale et patrimoine

### Lieux et monuments

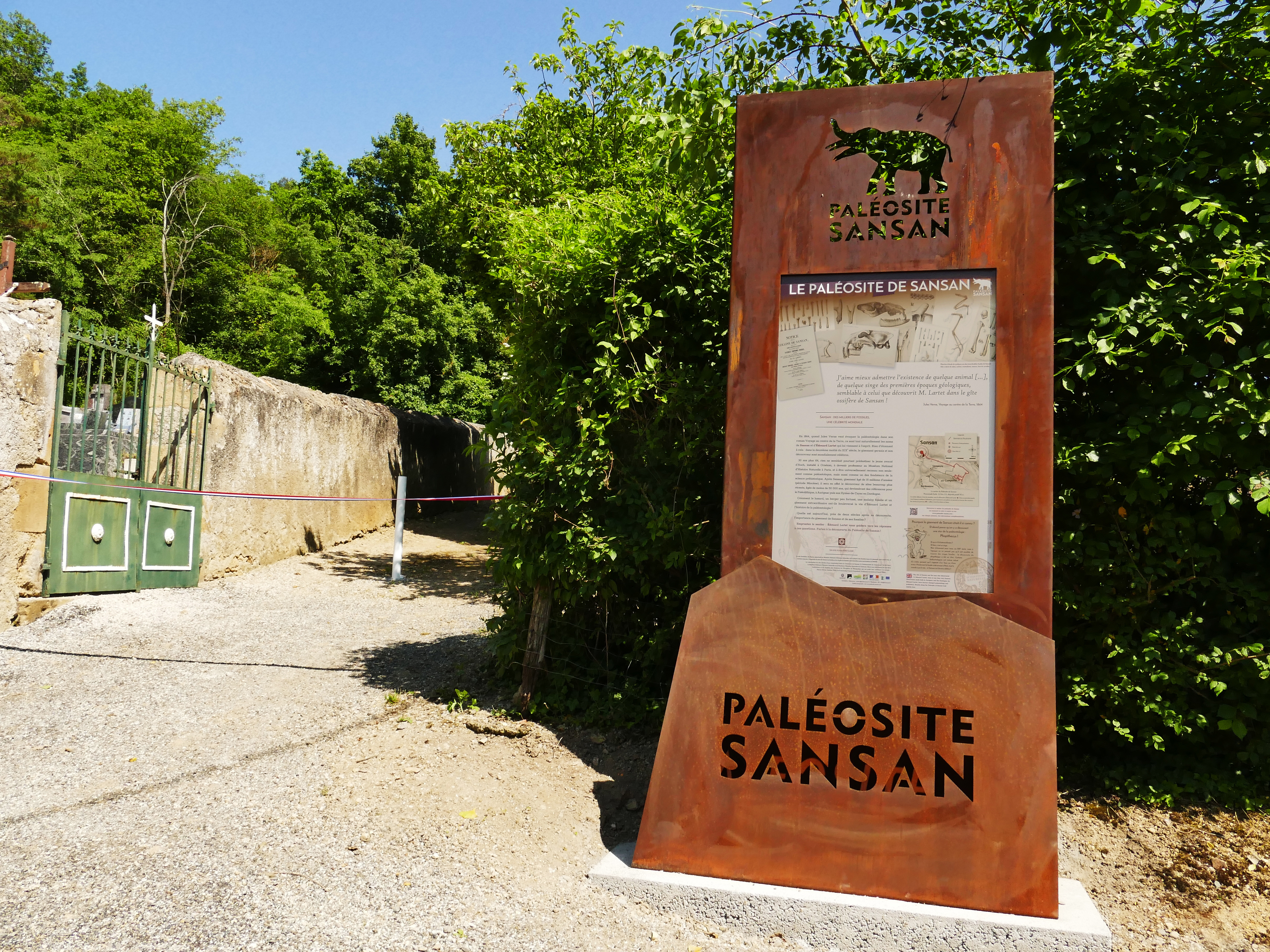
Départ du sentier paléontologique.

- Site paléontologique de Sansan : fouillé par Édouard Lartet jusqu'en 1847, il a été déclaré utile pour la Science et est inscrit à l’Inventaire national du Patrimoine Géologique (InPG) comme site de niveau international. Ce site est le plus important gisement fossilifère européen du Miocène (de 23 à 5,3 millions d’années)[38]. Le Muséum national d'histoire naturelle a acheté quatre hectares de terrain en 1848 et supervise toutes les fouilles depuis cette date. Le gisement a été classé en août 1948[1],[39].

Un sentier paléontologique de 2,5 km qui débute entre l'église Saint-Michel et le cimetière a été aménagé en 2018. En accès libre, il est jalonné de panneaux d'interprétation qui permettent d'apprendre comment Édouard Lartet a découvert le site en 1834 et comment cela a révolutionné les théories scientifiques de l'époque et mis en lumière la faune et la flore du Miocène moyen (il y a environ 15 millions d'années). Les fouilles sont fermées depuis 1999.
Ce site se trouve à 75 km au sud-est du site fossilifère de Montréal, également dans le Gers et de même inscrit à l’Inventaire national du Patrimoine Géologique (InPG) comme site de niveau international.

Le Paléosite de Sansan
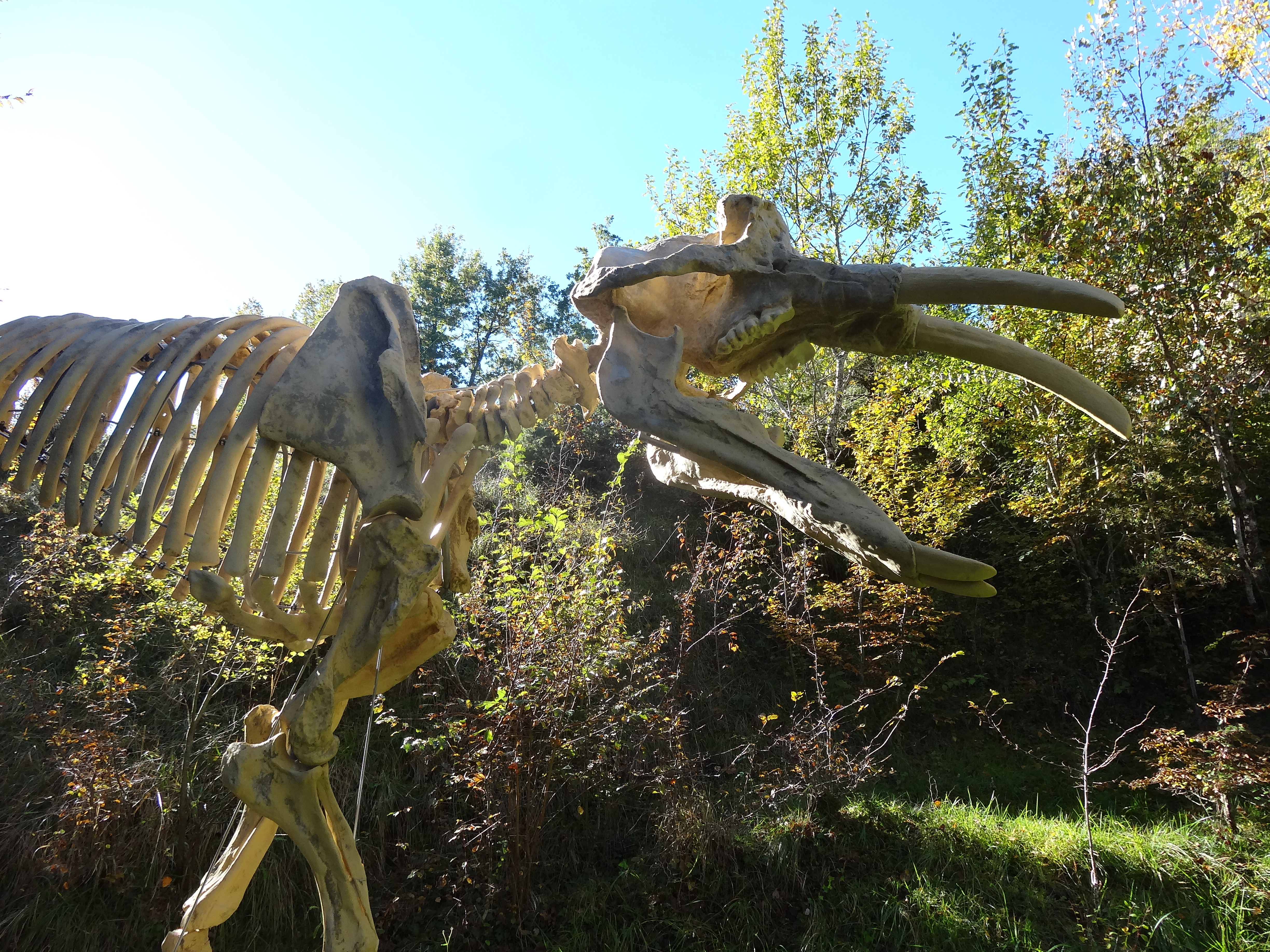
Archaeobelodon installé au pied de la ferme du Campané.
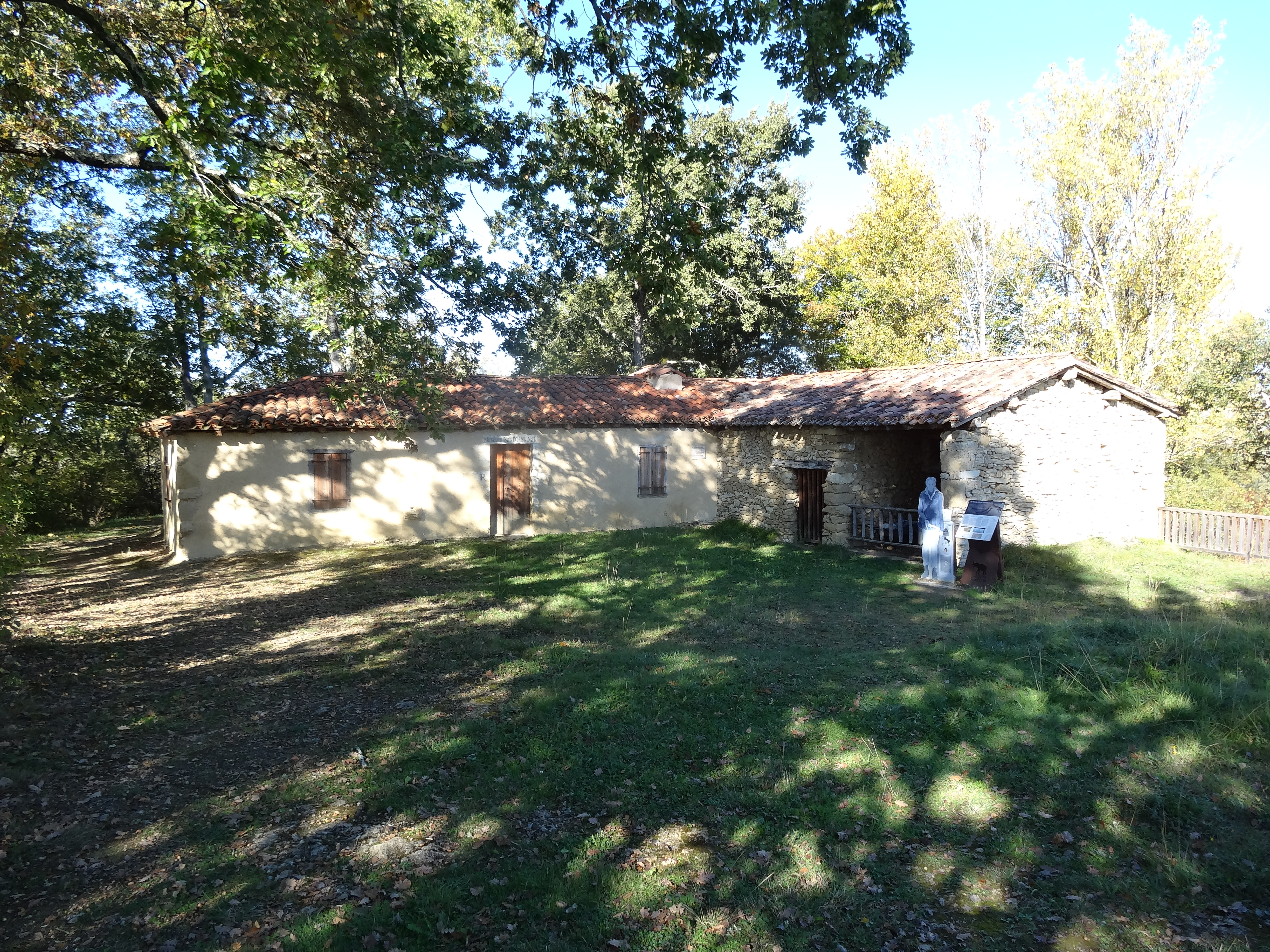
L'ancienne ferme au sommet du site.
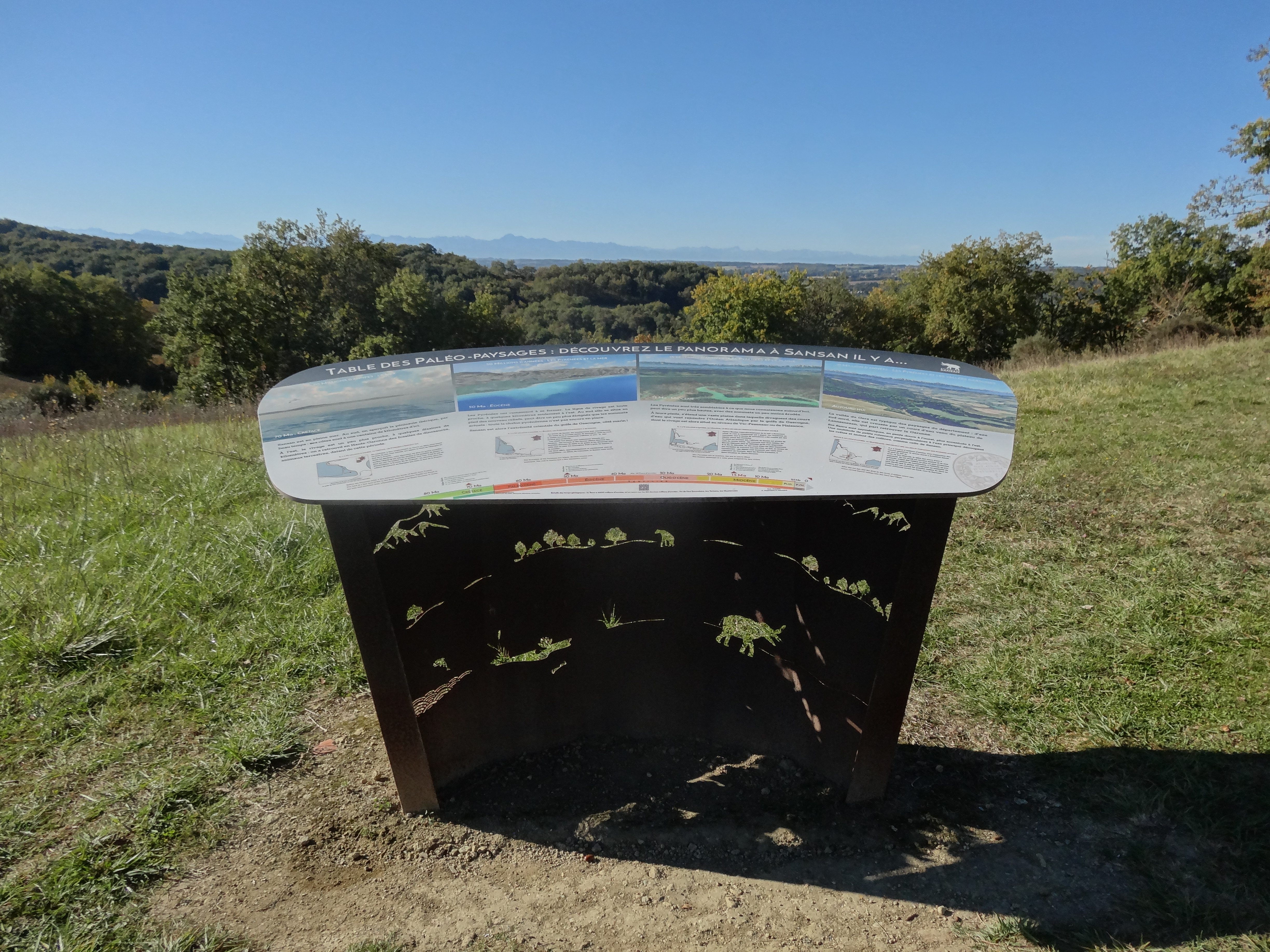
Panneau didactique et point de vue.

- Église Saint-Michel de Sansan : le clocher est d'époque romane (Xe siècle ou XIe siècle) mais le reste de l'église a été détruit et reconstruit au XIXe siècle[1].

L'église Saint-Michel
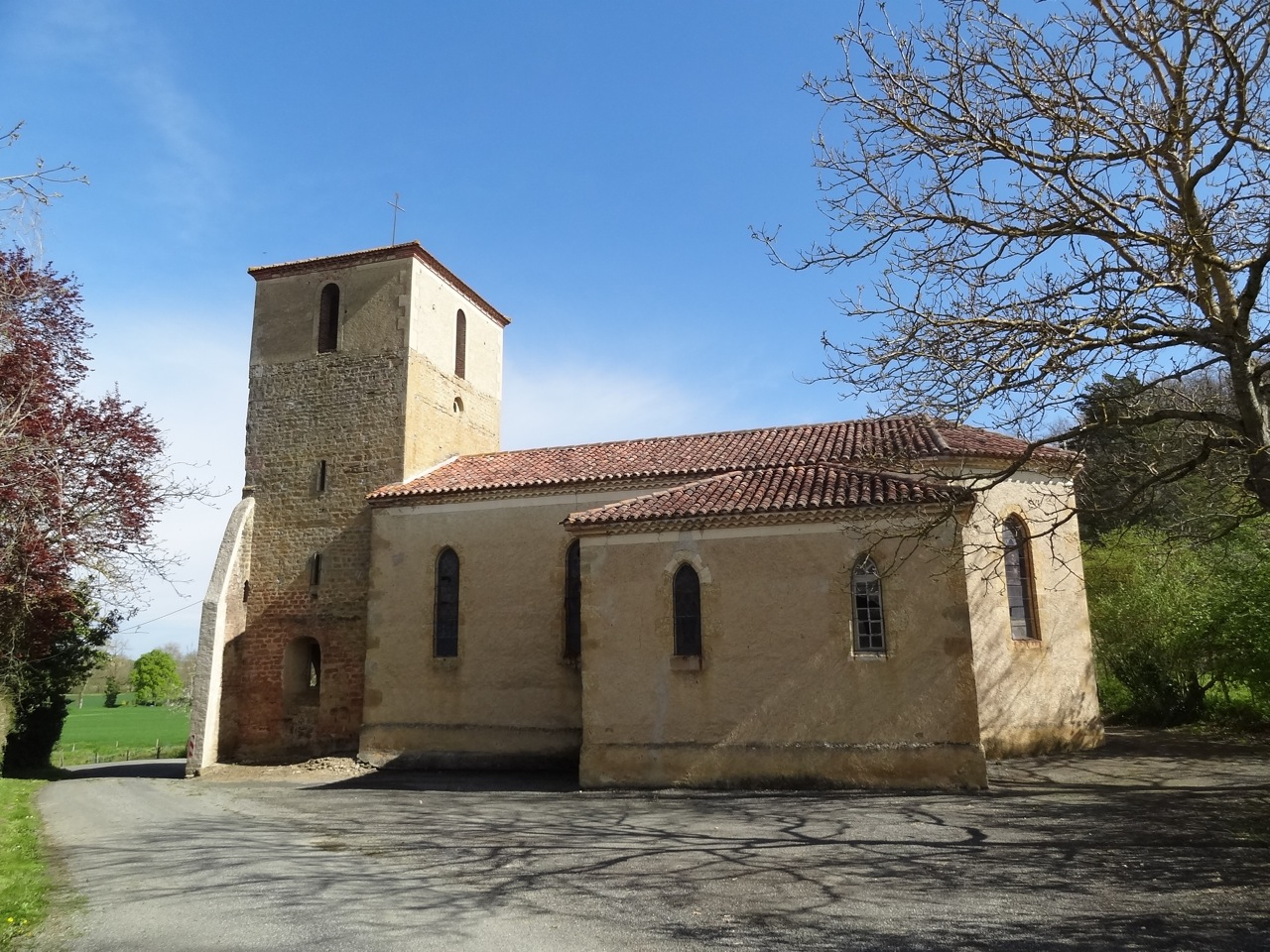
L'édifice vu du sud en 2013.
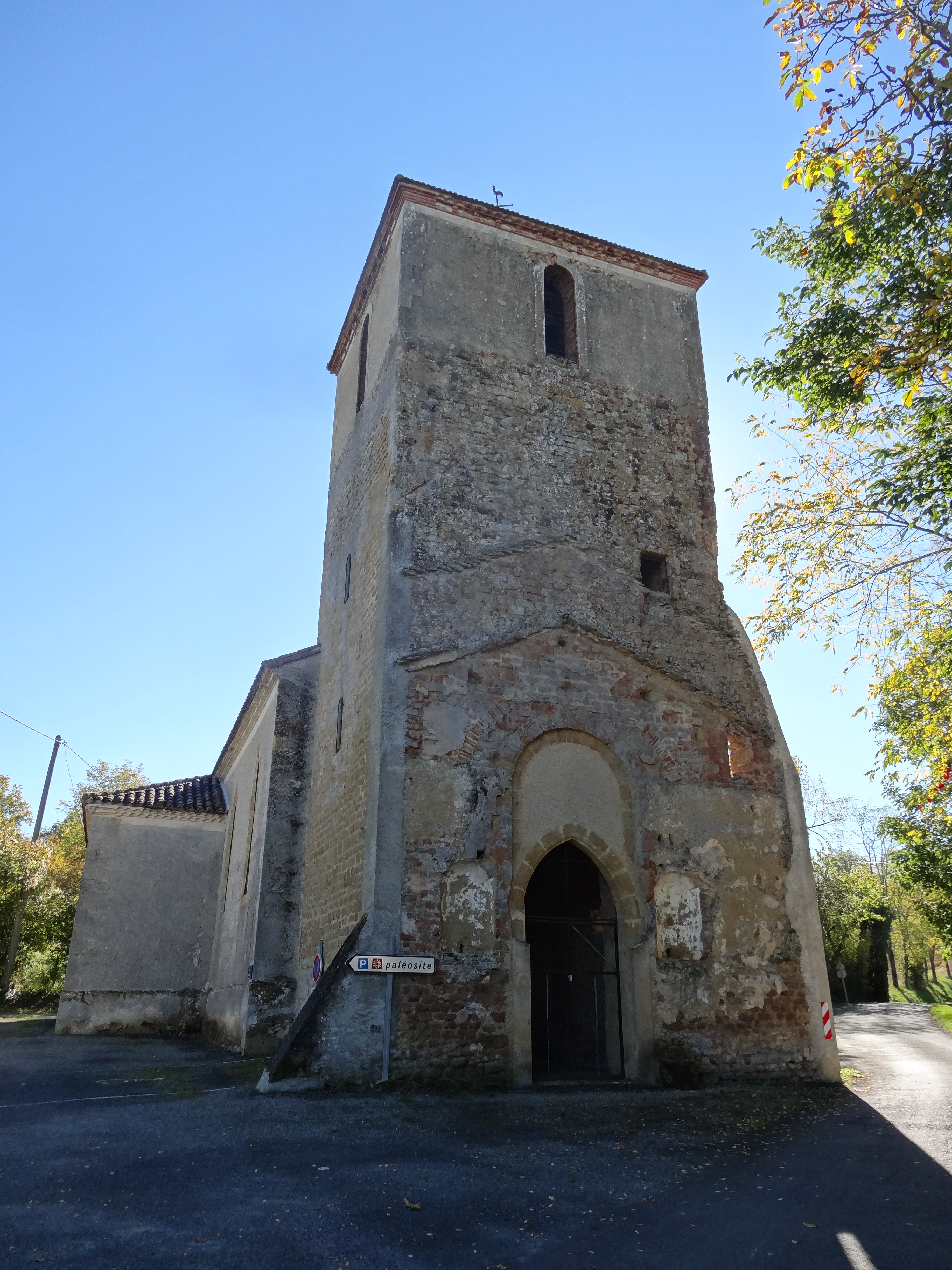
Le clocher en 2021.
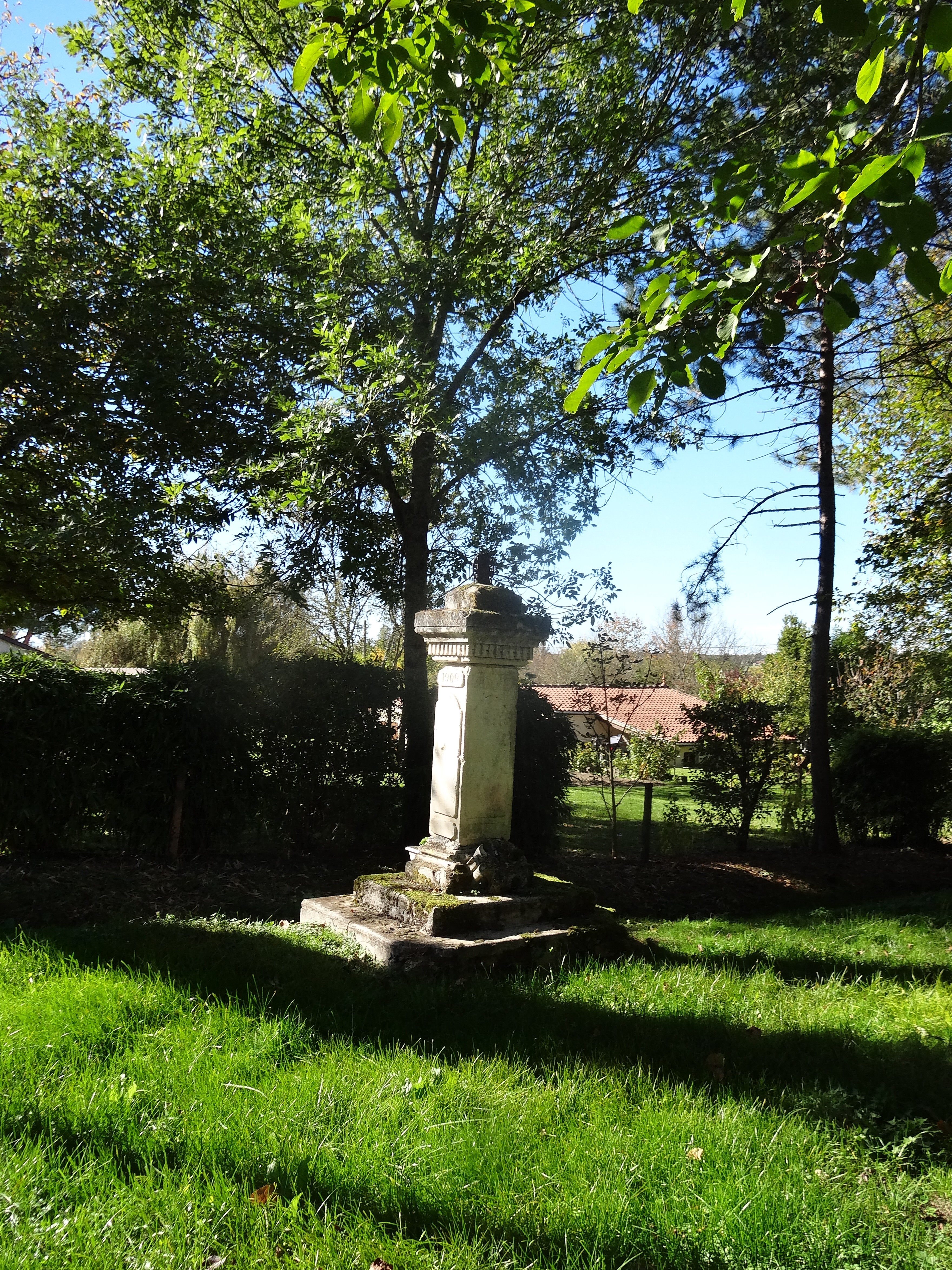
Ancienne croix à côté de l'église.

- Stèle mémorielle, installée en 2022 à proximité de l'église et du départ du sentier paléontologique. Célébrant la paix, elle rend hommage à Edmond Sereine, Sansanais mort au combat lors de la Première Guerre mondiale[40].

### Personnalités liées à la commune

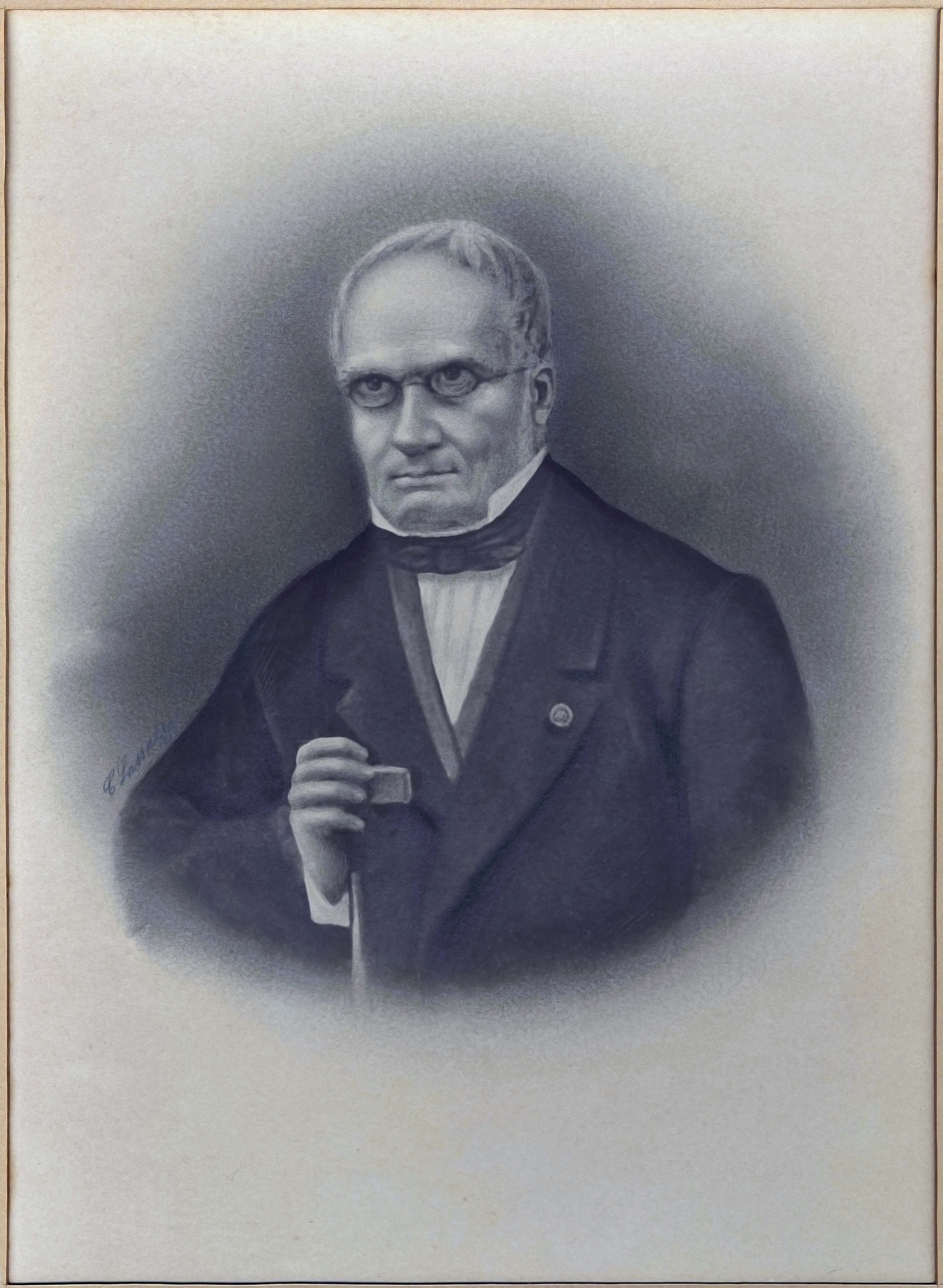
Édouard Lartet

- Édouard Lartet (1801-1871) : paléontologue principal fouilleur du site de Sansan jusqu'en 1847.